# Piotr Grześkiewicz

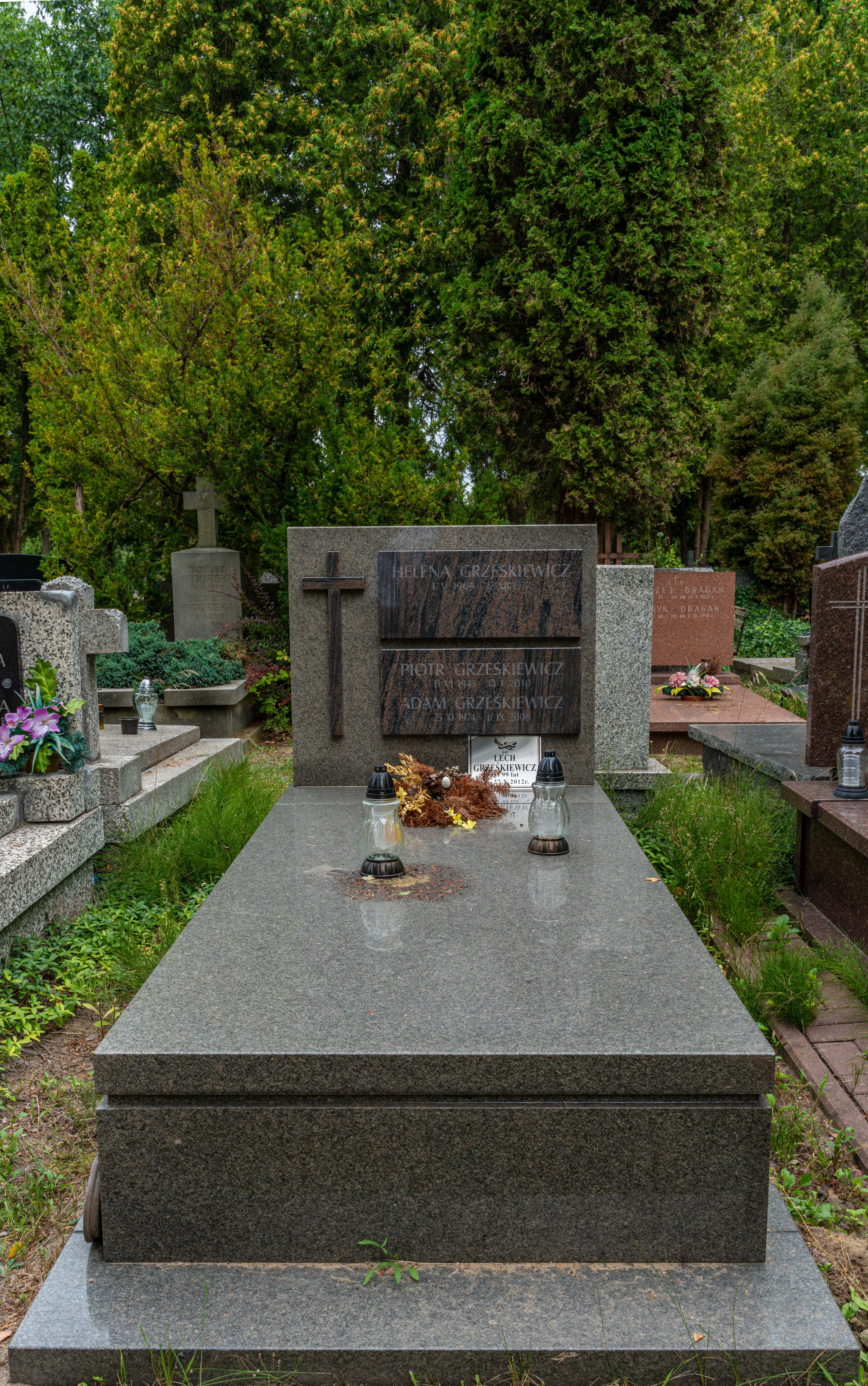
Grób Piotra Grześkiewicza na cmentarzu Komunalnym Północnym w Warszawie

Piotr Grześkiewicz (ur. 11 czerwca 1945 w Warszawie, zm. 13 stycznia 2010 w Łomiankach) – artysta plastyk zajmujący się wieloma technikami artystycznymi: rzeźbą i płaskorzeźbą ceramiczną, witrażem, mozaiką, malarstwem ściennym i sztalugowym.

## Życiorys
Zainteresowanie sztuką i uzdolnienia w tym kierunku sprawiły, że rozpoczął studia na Wydziale Architektury Politechniki Warszawskiej, którą ukończył w 1970 r. W 1976 r. kontynuował naukę w Paryżu, poszerzając swoje umiejętności z dziedziny malarstwa i grafiki.
Już podczas studiów brał udział w wielu projektach przygotowywanych w pracowni rodziców, Heleny i Lecha Grześkiewiczów. Jego samodzielny projekt Pomnika Zwycięstwa i Wolności, który miał stanąć w Ogrodzie Saskim w Warszawie, otrzymał główną nagrodę w ogólnopolskim konkursie architektonicznym. W 1972 r. został członkiem Związku Polskich Artystów Plastyków. Jego rzeźby i płaskorzeźby ceramiczne cieszyły się w środowisku artystycznym dużym uznaniem, czego wyrazem stała się indywidualna wystawa w Galeria Domu Artysty Plastyka, w siedzibie Okręgu Warszawskiego Związku Polskich Artystów Plastyków, zorganizowana w 1979 r.
Jego prace były również wystawiane w Galerii Delfiny w Warszawie, na Festiwalu Sztuki w Możejkach na Litwie oraz na Międzynarodowej Wystawie Ceramiki w Gualdo Tadino we Włoszech. Jedno z jego dzieł (płaskorzeźba ceramiczna) ozdobiło księgarnię przy ul. Gagarina w Warszawie. W późniejszym okresie wspólnie z rodzicami zajmował się większością dużych realizacji plastycznych wykonywanych w rodzinnej pracowni.

## Nagrody
- Druga nagroda i przyznana realizacja w Konkursie na Pomnik Zwycięstwa i Wolności w Warszawie (1968)
- Złoty Medal na III Festiwalu Sztuk Pięknych w Warszawie (1970)
- Złota Plakieta (Targa d’Oro) na Międzynarodowym Konkursie Ceramiki w Gualdo Tadino (1975)

## Wystawy
Wystawy indywidualne:
- Galeria przy ul. Mazowieckiej w Warszawie – ceramika (1979)
- Galeria Delfiny w Warszawie – malarstwo (2003)
- Możejki, Litwa – malarstwo (2005)
- Galeria Zadra w Warszawie – malarstwo i ceramika (2009)

Wystawy zbiorowe: Faenza (1972), Erfurt (1974), Kyoto (1975)

## Wybrane realizacje
- Kościół Niepokalanego Poczęcia Najświętszej Maryi Panny w Warszawie: malarstwo ścienne w nawie głównej (1978), mozaika szklana na elewacji (1980) kaplica z ceramiczną figurą Chrystusa w kopule (1995)
- Kościół św. Jana Chrzciciela we Włocławku: malarstwo ścienne w prezbiterium (1979) i kaplicy (1980)
- Księgarnia przy ul. Gagarina w Warszawie: płaskorzeźba ceramiczna (1980)
- Katedra polowa Wojska Polskiego w Warszawie: sgraffito na sklepieniu ołtarza (1992), płaskorzeźba w prezbiterium (1992), płaskorzeźba ze szkła „Droga Krzyżowa” (1994), ceramiczny fryz w nawie głównej (1997) oraz płaskorzeźby ceramiczne w Kaplicy Lotników (2003)
- Kościół Matki Bożej Odkupiciela w Bobrówce: płaskorzeźby ceramiczne oraz witraże (1993-2009)
- Kościół św. Barbary w Warszawie: mozaika ceramiczna droga krzyżowa (1997)
- Kościół Matki Bożej Nieustającej Pomocy w Grajewie: (2000) płaskorzeźby z ceramiki, szkła i emalii na miedzi oraz witraże
- Kaplica wojskowa nr 44 na Okęciu w Warszawie (2003): mozaika z elementami płaskorzeźby ceramicznej na ołtarzu oraz witraże
- Kościół wojskowy Matki Boskiej Ostrobramskiej na Boernerowie w Warszawie (2004): płaskorzeźby ceramiczne oraz witraże
- Katedra św. Michała Archanioła i św. Floriana Męczennika na Pradze w Warszawie (2007): płaskorzeźby ceramiczne